# Musée de la Cosmonautique Sergueï-Korolev
Le musée de la Cosmonautique Sergueï-Korolev, fondé en 1991, est un musée d'Ukraine, situé à Jytomyr.
La maison natale de Sergueï Korolev a été transformée en 1970 en monument à sa gloire puis en 1987, son musée devint indépendant, le bâtiment actuel étant construit en 1991.

## Présentation et histoire
Le musée de la Cosmonautique Sergueï-Korolev abrite plus de 11 000 objets, maquettes et originaux, il reprend la carrière et les travaux de Korolev et de la cosmonautique soviétique, lors de la conquête de l'espace.

## Galerie d'objets

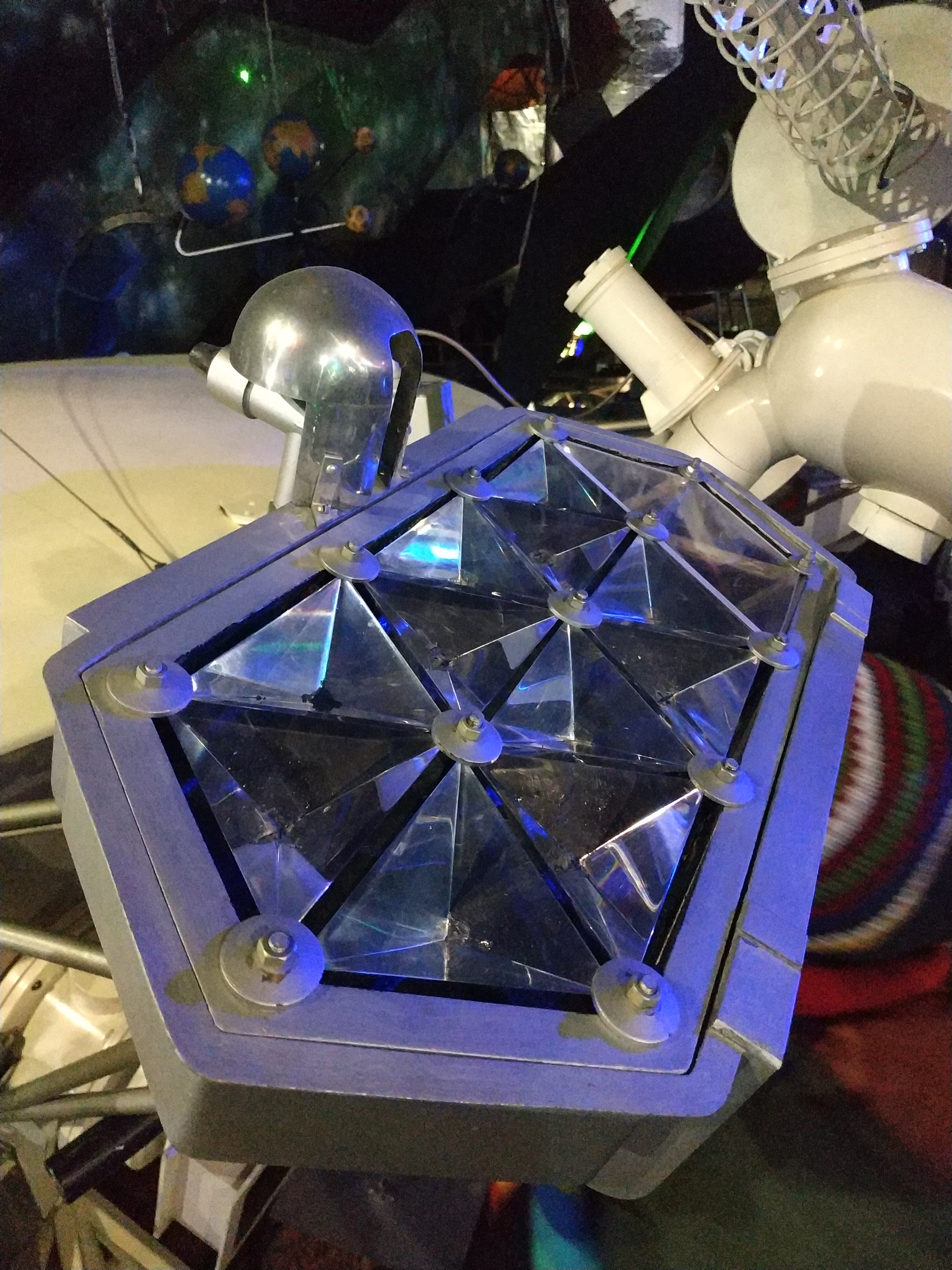
Copie du rétro-réflecteur de Lunokhod 2.
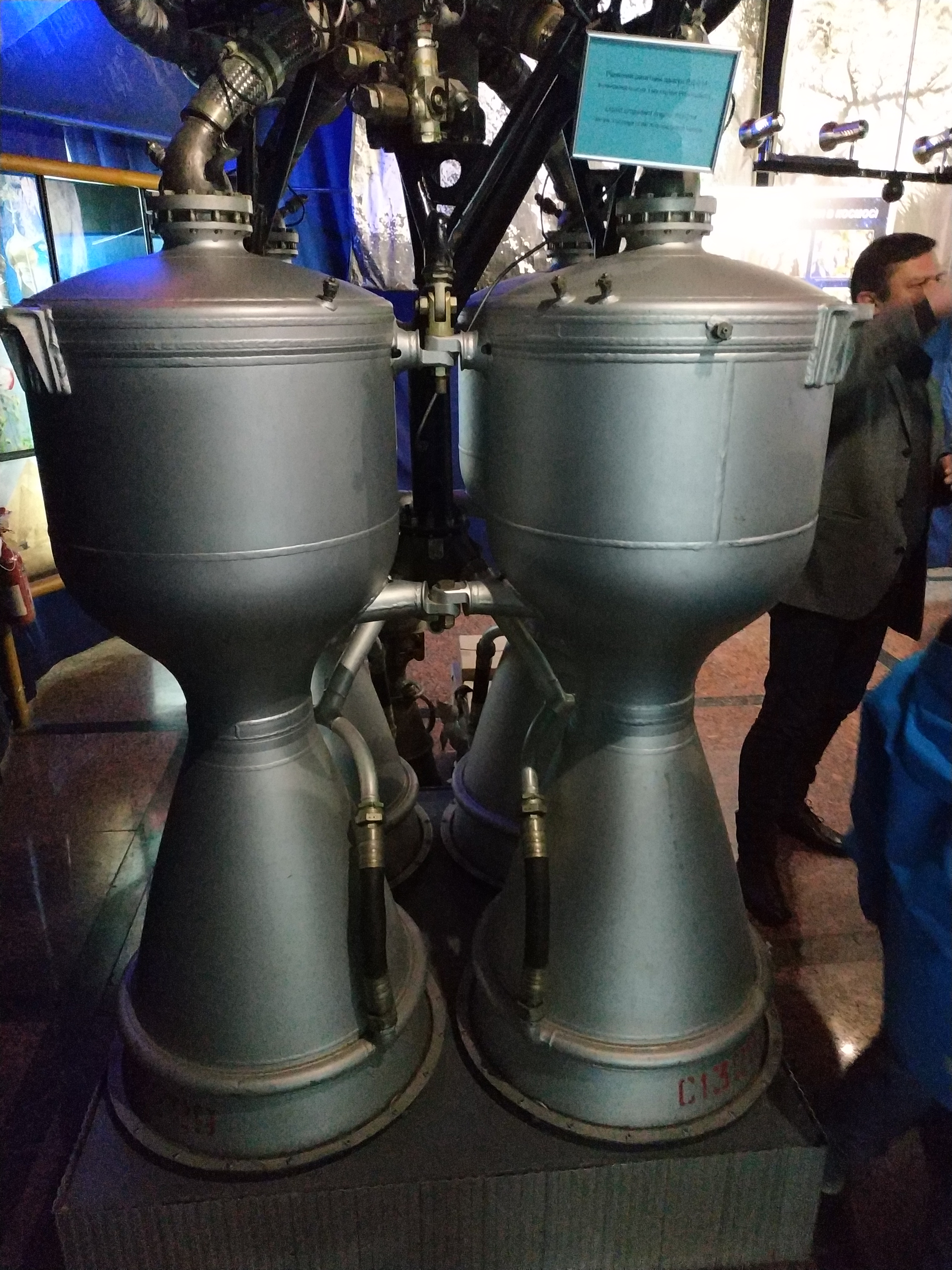
Moteur-fusée RD-214.
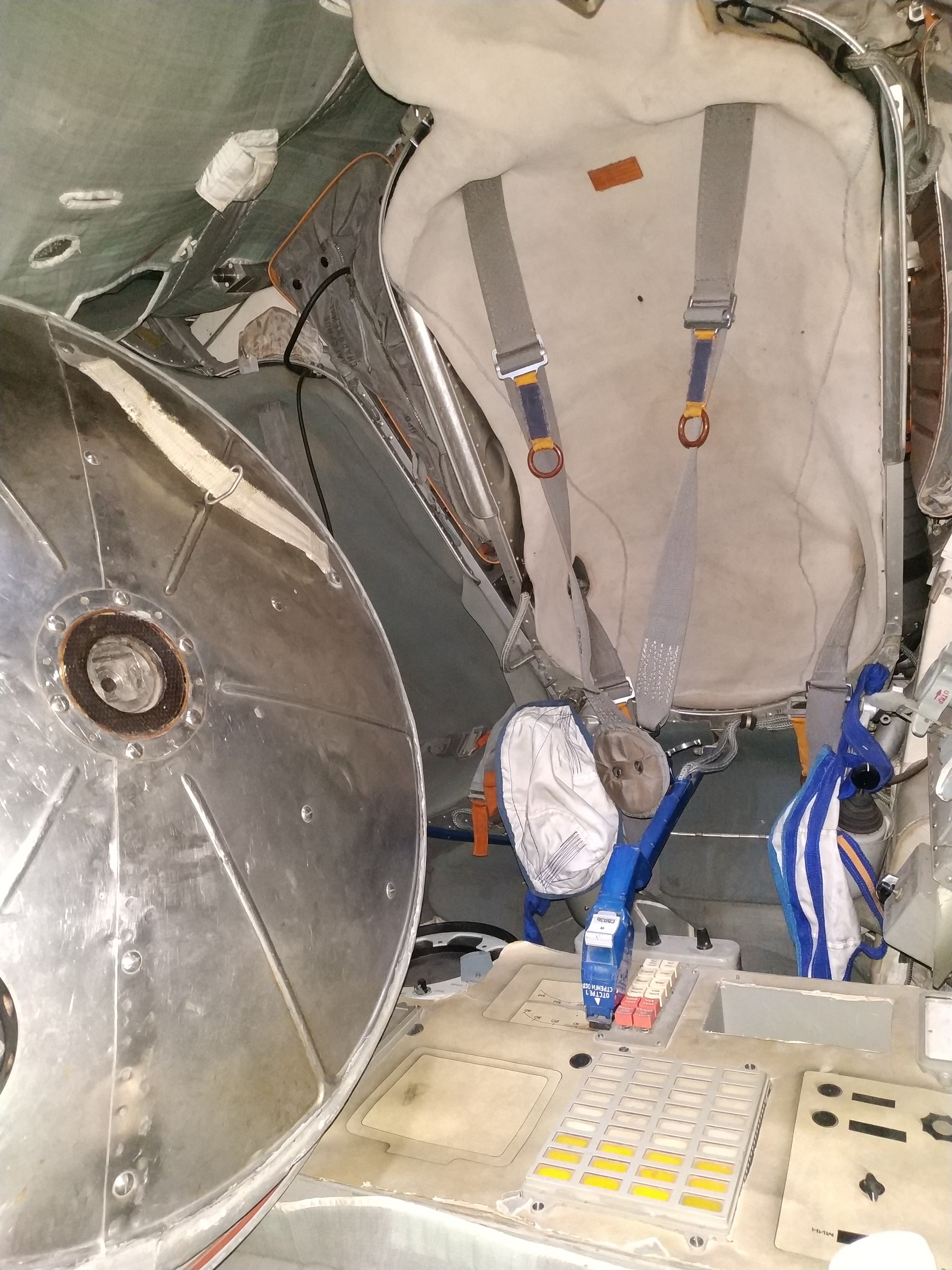
Intérieur de la capsule Soyouz 27 réelle.
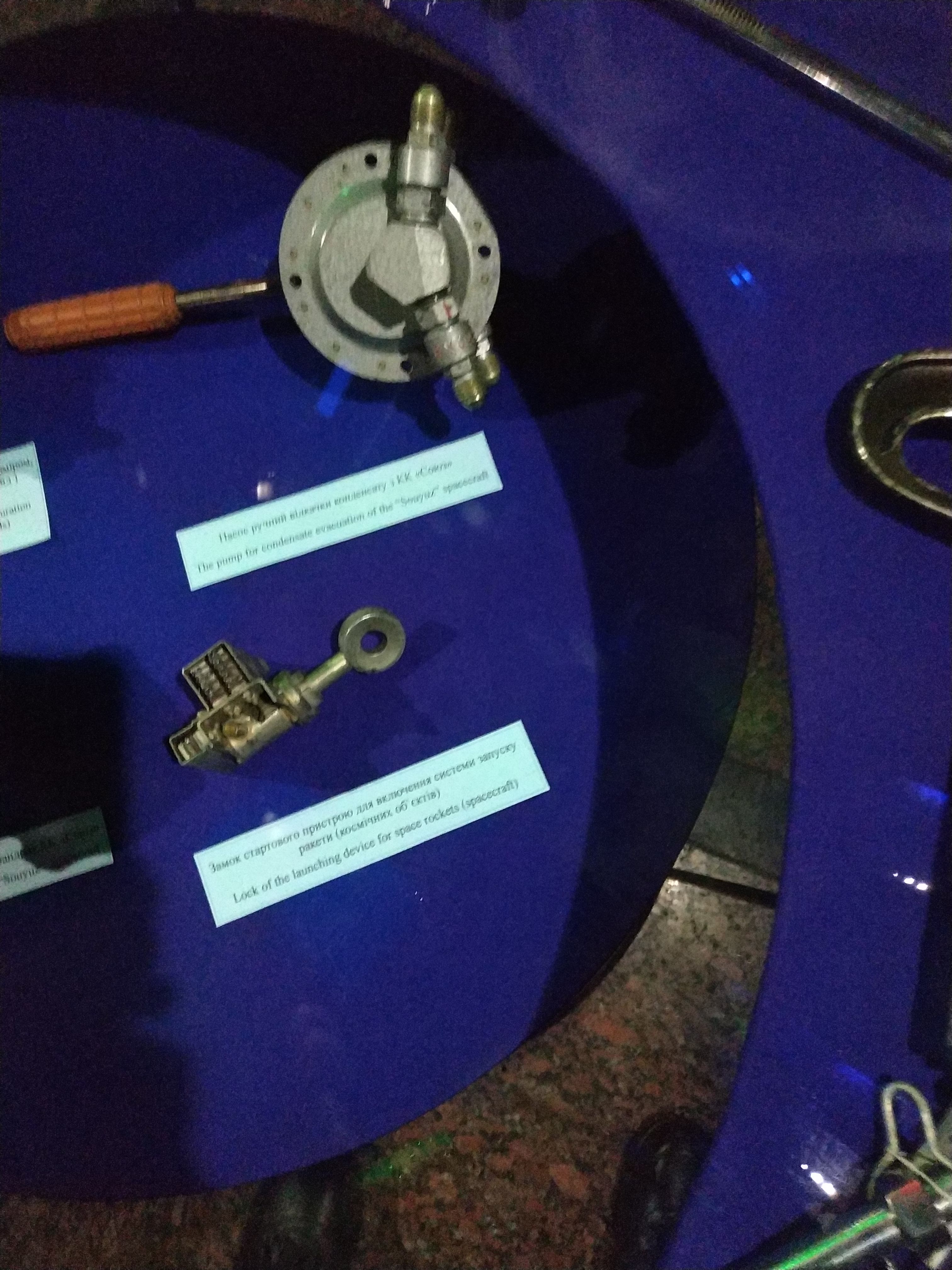
Clé de démarrage et pompe d'évacuation des condensats de Soyouz 27.